# (3947) Swedenborg
(3947) Swedenborg (1983 XD) – planetoida z pasa głównego asteroid okrążająca Słońce w ciągu 5,45 lat w średniej odległości 3,09 j.a. Odkryta 1 grudnia 1983 roku.